# 圣地亚哥早晨体育俱乐部
圣地亚哥早晨体育俱乐部（Club de Deportes Santiago Morning）是智利的一个职业足球俱乐部，位于首都圣地亚哥雷科莱塔。俱乐部成立于1903年10月16日，目前为智利足球甲B级联赛球队，并是该联赛的发起球队之一。虽然它是一个历史悠久的俱乐部，但是在一百多年的历史中它仅仅获得过一次联赛冠军。球队的主体育场为乌萨齐体育场（Estadio Usach）。
圣地亚哥早晨体育俱乐部一开始是一个学生体育俱乐部，原名圣地亚哥足球俱乐部，成立三天后它参加了第一次比赛，对教师队。1933年它是智利足球甲级联赛的发起人之一，是参加该联赛甲级赛的第一支球队之一。1936年圣地亚哥足球俱乐部和晨星俱乐部合并后该名为今天的名字。当时它是智利最知名的球队之一。
圣地亚哥早晨体育俱乐部和麦哲伦体育俱乐部是传统的对手，双方的比赛被称为“都市德比”。

## 历史

### 创办和爱好者时期
1903年圣地亚哥建立了它自己的足球协会。这个协会起源于圣地亚哥学院的学生。他们在一个运动场比赛表演来赢得更多的参加者。1903年10月16日在学生的组织下绝乐部以圣地亚哥足球俱乐部为名成立。三天后，10月19日，其球队与教师的球队进行了俱乐部的第一场比赛。1928年俱乐部获得业余联赛的冠军。
1933年4月8日圣地亚哥足球俱乐部获得法人地位，并成为建立职业联赛的俱乐部之一。1934年其球队假如职业联赛。在当年的赛季中俱乐部获得12个队中的第六名。次年联赛仅有六个队参加，圣地亚哥队成为最后一名。
1907年晨星队成立。其队服是蓝色的球衣白色的短裤。
晨星队也是1933年职业联赛创办的八支队之一，它是第一个参加一场职业比赛的球队。当时以3：1输给了奥达克斯意大利人运动俱乐部。在1933年的赛季中它获得第六名。1935年它获得第12名，被降级到乙级联赛。

### 起落

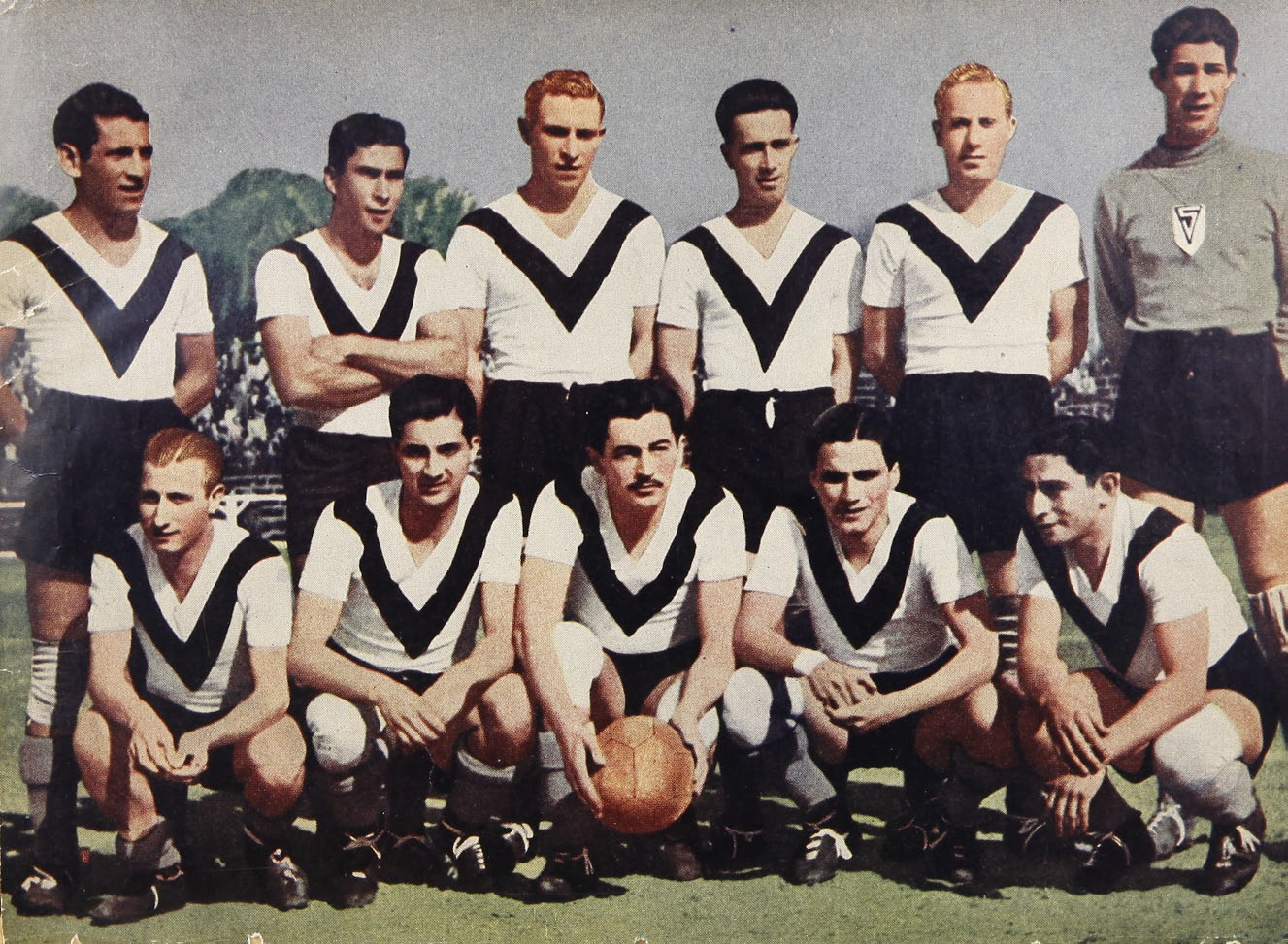
1942年圣地亚哥早晨体育俱乐部与奥达克斯意大利人运动俱乐部对阵前的照片

1936年3月圣地亚哥足球俱乐部和晨星队合并组成圣地亚哥早晨体育俱乐部。同年该俱乐部参加了第一场职业比赛并以2：1战胜麦哲伦体育俱乐部。当年俱乐部在联赛中获得六支队中的第四名。次年的结果类似。
在1939年的赛季里圣地亚哥早晨体育俱乐部获得第二名并以6：5战胜麦哲伦体育俱乐部和8：2战胜天主教大学竞技俱乐部。1941年俱乐部的战绩类似，但是进球的差别没有这么大。
1942年圣地亚哥早晨体育俱乐部首次获得冠军，共赢得29分，第二名的麦哲伦体育俱乐部获28分。在赛季中它以5：1击败奥达克斯意大利人运动俱乐部、麦哲伦体育俱乐部和艾斯潘诺拉联合体育俱乐部。
在1943年的比赛中圣地亚哥早晨体育俱乐部未能重获冠军，而是获得了第六名，共17分。次年它与麦哲伦体育俱乐部同获第三名（29分），离冠军科洛科洛竞技俱乐部仅差两分。在许多不规则赛季后，在1950年代初俱乐部得以参加冠军季后赛。
1956年俱乐部以14分获得赛季的最后一名，这是它第一次降级到乙级联赛。它在乙级联赛中度过三年到1959年。在甲级联赛中它随后待了11年到1970年再次降级。在1970年代里俱乐部在乙级联赛中仅仅待了三个赛季。1974年它再次升级，在甲级联赛里待了四年，随后又降级。1981年它再次升级，但是次年又降级。1983年它甚至从乙级联赛降级到当时还是半职业的丙级联赛。
直到1996年俱乐部一直是业余的，而且面临经济困难。1994年球队有回到职业足球的机会，但是在决赛中败北。两年后俱乐部成为丙级联赛冠军，因此得以回到乙级联赛，重新获得职业地位。
两年后俱乐部回到了甲级联赛，这是它退出甲级联赛14年后重新回到这个最高级别。

### 近年

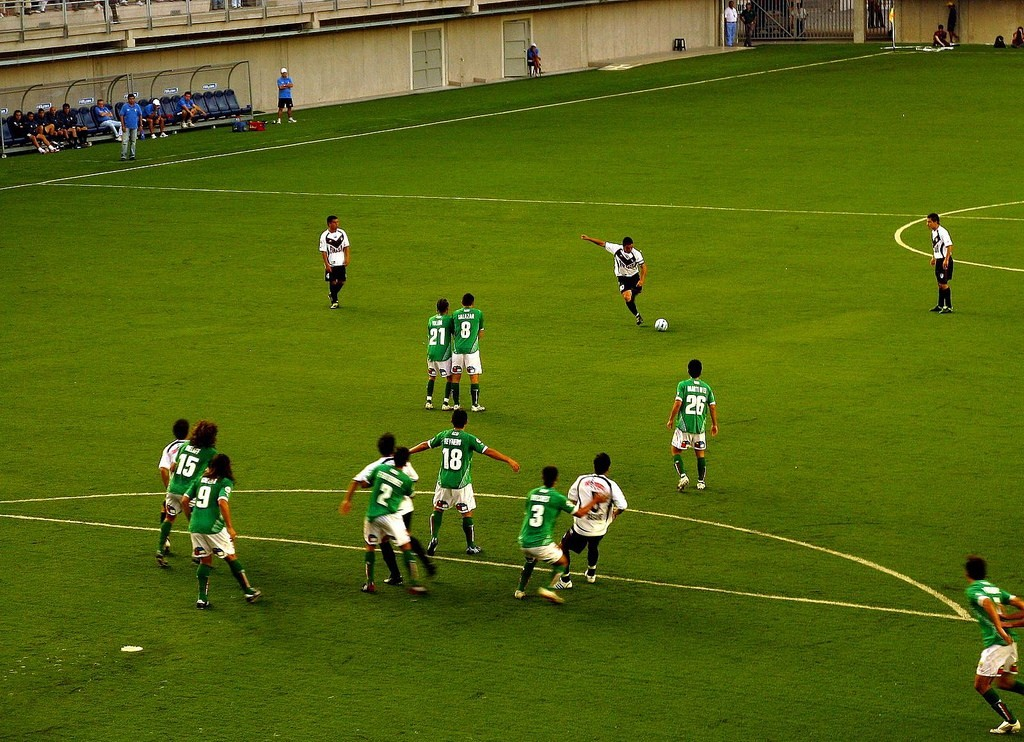
2009年与奥达克斯意大利人运动俱乐部对阵

在2000年的赛季中俱乐部成绩显著，获得了参加南美解放者杯的资格。在智利杯决赛中仅败给了智利大学足球俱乐部。
2001年俱乐部差点降级。2002年降级。2005年又升级。次年又降级。一年后再次升级至今。
2008年赛季里俱乐部的成绩非常好。虽然它在第一个星期里以8：2输给了天主教大学竞技俱乐部，但是到最后它几乎达到了冠军季后赛。
在下一个赛季里俱乐部在它的历史上首次参加冠军季后赛，但是在第一场比赛中就被天主教大学竞技俱乐部以8：1击败。
2010年赛季里俱乐部仅获得第16名，离直接降级的维尼亚德尔马埃弗顿体育俱乐部仅差两分。在升级赛中它差点被乙级联赛的安托法加斯塔体育俱乐部击败。最后通过在最后一分钟进的球保住了级别。

## 球队荣誉
- 智利足球甲级联赛 冠军: 1942
- 智利杯: 冠军: 1934, 1943, 1944A, 1944CC, 1949, 1950
- 智利足球乙级联赛 冠军: 1959, 2005
- 丙级联赛 冠军: 1996

## 著名球员
- Héctor Aldea
- Pedro González Vera
- Pablo Lenci
- 费尔南多·曼丽奎恩兹
- 阿尔瓦诺·奥尔梅诺
- 吉列尔莫·派斯